# Rexhep Mitrovica
Rexhep Mitrovica (15 janvier 1888 - 21 mai 1967) est un Premier ministre du gouvernement albanais sous domination nazie. Fervent nationaliste, il fut élu à la tête de la Deuxième Ligue de Prizren.

## Sources
- Owen Pearson, Albania and King Zog: Independence, republic and monarchy 1908-1939, London, Tauris, 2004,  (ISBN 1-84511-013-7).
- Owen Pearson, Albania in occupation and war: From fascism to communism, 1940-1945, London, Tauris, 2005,  (ISBN 1-84511-014-5).